# مبانی شیمی
مبانی شیمی (انگلیسی: Foundations of Chemistry) یک ژورنال دانشگاهی است که به مدت سه سال مورد بررسی قرار می‌گیرد و مباحث مفهومی و اساسی مربوط به شیمی از جمله فلسفه و تاریخ شیمی و آموزش شیمی را شامل می‌شود. سردبیر مؤسس و مدیر عامل فعلی اریک اسکری است. براساس گزارش استنادی مجلات، این ژورنال از ضریب تأثیرگذاری در ۱٫۳۶۱ سال ۲۰۱۴ برخوردار بوده‌است.